# Správní obvod obce s rozšířenou působností Jablonec nad Nisou
Správní obvod obce s rozšířenou působností Jablonec nad Nisou je od 1. ledna 2003 jedním ze čtyř správních obvodů rozšířené působnosti obcí v okrese Jablonec nad Nisou v Libereckém kraji. Čítá 12 obcí.
Město Jablonec nad Nisou je zároveň obcí s pověřeným obecním úřadem, přičemž oba správní obvody jsou územně totožné.

## Seznam obcí
Poznámka: Města jsou vyznačena tučně.
- Bedřichov
- Dalešice
- Frýdštejn
- Jablonec nad Nisou
- Janov nad Nisou
- Josefův Důl
- Lučany nad Nisou
- Maršovice
- Nová Ves nad Nisou
- Pulečný
- Rádlo
- Rychnov u Jablonce nad Nisou

## Obyvatelstvo
| Rok  | Obyv.  | ± %     |
| ---- | ------ | ------- |
| 1869 | 35 016 | —       |
| 1880 | 38 572 | +10,2 % |
| 1890 | 48 430 | +25,6 % |
| 1900 | 59 360 | +22,6 % |
| 1910 | 71 339 | +20,2 % |

| Rok  | Obyv.  | ± %     |
| ---- | ------ | ------- |
| 1921 | 63 257 | −11,3 % |
| 1930 | 76 794 | +21,4 % |
| 1950 | 45 450 | −40,8 % |
| 1961 | 47 725 | +5 %    |
| 1970 | 47 237 | −1 %    |

| Rok  | Obyv.  | ± %    |
| ---- | ------ | ------ |
| 1980 | 51 788 | +9,6 % |
| 1991 | 53 980 | +4,2 % |
| 2001 | 53 926 | −0,1 % |
| 2011 | 54 811 | +1,6 % |
| 2021 | 55 693 | +1,6 % |